# ライフ・オブ・パイ/トラと漂流した227日
『ライフ・オブ・パイ/トラと漂流した227日』（ライフ・オブ・パイ/トラとひょうりゅうしたにひゃくにじゅうななにち、Life of Pi）は、ヤン・マーテルの2001年の小説『パイの物語』を原作とした、2012年のアメリカ合衆国の3D冒険映画である。制作費は1億2000万ドル。
アン・リーが監督し、デヴィッド・マギーが脚本を執筆し、スラージ・シャルマが主人公のパイを演じる。第85回アカデミー賞で11部門ノミネートし、監督賞、作曲賞、撮影賞、視覚効果賞の最多4部門を受賞した。
2013年、スティーヴン・ジェイ・シュナイダーの『死ぬまでに観たい映画1001本』に掲載されている。

## あらすじ
小説家ヤン・マーテルがインド人の青年パイ・パテルが語る幼少時代を聴きに訪れる。ママジから「話を聞けば神を信じる」と聞いてやって来たのだという。
パイはプールが大好きな父の親友ママジ（「おじ」の意味）からパリの「世界一美しいプール」ピシン・モリトー（Piscine Molitor）と名づけられるが、「プール」の意味のピシンがpissing（おしっこ）と同じ発音でからかわれるようになる。これを避けるために自らニックネームは無理数のパイですと授業でアピール。数学の授業では円周率を延々と暗記してみせ教師や生徒らから一目置かれることに成功。泳ぎや楽器も得意な少年パイだが、宗教の入り交じった南仏のリヴィエラのような街ポンディシェリで育ち、一家の中で一人だけヒンドゥー教とキリスト教とイスラム教を同時に信奉するようになる。身分が低い夫と結婚して勘当された植物学者でもある母と父は植物園を営んでいたが、さらに動物園も経営してベンガルトラなど多くの動物を飼っていた。トラとは接するなという父の教えに背いて強く叱責される。
父は、補助金が打ち切られる見込みなどの理由から動物園を畳み、新天地を求めて動物とともにカナダに一家で移住することを決断。パイはダンス教室で出会った恋人アナンディとも別れることになる。乗船した日本の貨物船では母親がベジタリアンだというのに肉料理しかなく一家は白飯しか食べられない。仏教徒の乗組員が、肉汁は肉ではなく風味ですよ、と薦めるがパイはただ笑顔を返す。そして、太平洋のマリアナ海溝を北上中に海難事故に遭遇、船の沈没とともに全員を失い、16歳の少年パイが人間では唯一の生存者となる。
彼はライフボートでオランウータン、ハイエナ、シマウマ、トラのリチャード・パーカー（Richard Parker）（人と間違って付けられた名前だった）と過ごすことになる。脚を骨折しているシマウマを襲うハイエナ、それに怒ってハイエナを襲うが逆に倒されるオランウータン。ハイエナはベンガルトラに倒され、トラとパイ少年とで広大な海をさまようことになる。「大海で生き残るために」というボートに必ず搭載してある遭難マニュアルを読んでボートにあった道具で筏をつくり、備え付けの水や食料を少しずつ使っていくが、クジラのために多くを失う。お腹が空いたリチャード・パーカーが魚を採りに降りてボートに上れなくなるが、殺そうと思ったものの、殺せず、一緒の航海が続く。徐々にリチャード・パーカーとはコミュニケーションが取れるようになるが、容易ではない。トビウオの飛来や激しい嵐など多くの偶然が重なるが、遭難信号を出したにもかかわらず近くを航行する船に気づいてもらえず、絶望から死の直前にまで追いやられる。
ボートと筏とでたどりついた島は涅槃仏の形をした楽園であり、水を飲み肉を食べ、いっときの安らぎを得る。みんな同じような動作をするミーアキャットが群生している島であったが、夜になると水が酸性に変り動物を溶かしてしまう恐ろしい人食いの島だった。早々にリチャード・パーカーとともに島を逃げ出し再び海をさまよってメキシコの海岸にたどり着くとトラは振り返りもせずにジャングルへと立ち去ってしまい、少年パイは寂しく感じる。パイは家族など多くを失ったが、「結局生きることは手放すことだ。一番切ないのは別れを言えずに終わることだ」とリチャード・パーカーを「永遠に忘れない」という。
地元の人間に救助され入院した少年のもとに日本の保険調査員が2人、沈没の原因を尋ねにやってくる。トラとの漂流の物語を信じない彼らは「誰もが信じられる真実の話」を要求する。すると、助かったのはコックと仏教徒の船員、パイの母、そしてパイだったという。船員は脚にケガを負っており、食糧があるのにネズミを食べるコックは「船員の脚を切らないと体が腐って死んでしまう」といい、パイと母親は痛がる船員を押さえて、コックが脚を切った。船員は助からずに死に、コックはその脚を魚のエサにした。母が怒ったら脚を食べて、大喧嘩になり、パイにイカダに乗り移るように言ったが、母はコックに刺されて海に落とされ、サメに食われた。怒りに燃えたパイはコックを殺し、たった一人で漂流することとなったという。「母を先に乗せればよかった」と悔やむ。
この話を聞いた小説家はトラ＝パイ、ハイエナ＝コック、オランウータン＝母、シマウマ＝船員だと指摘すると、どちらの話でもいいとパイは答える。家族が帰ってきたので、小説家が「ハッピーエンドだ」というと、「そちら次第さ、君の物語だからね」と答える。調査書に目をやると「パテル氏の勇気と忍耐の物語は海上遭難史上類を見ない。これほど長い漂流の末に生還。しかもベンガルトラと共に成し遂げた」と書かれてあった。

## キャスト
※括弧内は日本語吹替
- パイ・パテル - スラージ・シャルマ（木村良平）

長期漂流生活を体験したことがある男。インド系カナダ人。ペジタリアン。
- - パイ・パテル（成人） - イルファーン・カーン（本木雅弘[8]）
  - パイ・パテル（11～12歳） - アーユッシュ・タンドン（矢島晶子）
  - パイ・パテル（5歳） - ゴータム・ベルール
- サントッシュ・パテル - アディル・フセイン（木下浩之）

パイの父。実業家。
- ジータ・パテル - タッブー（山像かおり）

パイの母。植物学者。
- ラヴィ・パテル（7歳） - アヤン・カーン

パイの兄。
- - ラヴィ・パテル（13～14歳） - モハマド・アッバス・カリーリ
  - ラヴィ・パテル（18～19歳） - ヴィビシュ・シヴァクマール   (伊藤有希)
- アナンディ - シュラヴァンティ・サイナット（真壁かずみ）

パイの恋人。
- カナダ人小説家 - レイフ・スポール（土田大）

パイの体験談を聞く。
- 貨物船コック - ジェラール・ドパルデュー（菅生隆之）
- 仏教徒の船員 - 王柏傑
- 教会司祭 - アンドレア・ディ・ステファノ
- ママジ - エリー・アルーフ

パイの父親の親友。パイの名付け親。水泳が得意。
- 保険調査員（上司） - ジェームズ・サイトウ
- 保険調査員（部下） - ジュン・ナイトウ（松本忍）

## 製作
アン・リーが監督し、デヴィッド・マギーが脚本を執筆した。脚本はヤン・マーテルの2001年の小説『パイの物語』を原作としている。リーに決定する以前に多数の監督や脚本家に声がかかっていた。フォックス2000ピクチャーズ重役のエリザベス・ゲイブラーは2003年2月に『パイの物語』の映画化権を購入し、ディーン・ジョーガリスが脚本執筆のために雇われた。10月、フォックス2000はM・ナイト・シャマランを監督とすることを発表した。シャマランは特に小説の主人公が自分と同郷のポンディシェリ出身であることに魅了された。シャマランは『ヴィレッジ』の作業を終えた後に本作に取り組むつもりであり、また、ジョーガリスに代わって脚本家も兼任し、新たな脚本を執筆した。だが最終的にシャマランは『ヴィレッジ』の後に『レディ・イン・ザ・ウォーター』を監督する道を選び、フォックス2000は別の監督を探し始めた。2005年3月、新監督としてアルフォンソ・キュアロンとの協議が始まった。
キュアロンが『トゥモロー・ワールド』の監督に決定すると、フォックス2000は2005年10月にジャン＝ピエール・ジュネを雇った。ジュネはギョーム・ローランと共に脚本を執筆し、2006年中頃にインドで撮影を始める予定であった。ジュネは最終的にプロジェクトから外れ、2009年2月にアン・リーが雇われた。2010年5月、リーとプロデューサーのギル・ネッターは製作費に7000万ドルを要求し、スタジオが尻込みをしたためにプロジェクトが短期間保留された。
サバイバル技術のコンサルタントとして、実際に漂流経験があるスティーヴン・キャラハン（『大西洋漂流76日間』の著者）が起用されている。
脚本執筆にはデヴイッド・マギーが雇われ、リーは数ヶ月にわたってパイ役の俳優を探した。3000人に及ぶオーディションを行った結果、2010年10月にリーはパイ役に17歳学生で新人俳優のスラジュ・シャルマを選んだ。スラジュは泳げなかったが、空手とインドの伝統音楽を習得していたことと、その純粋で素朴な表情が気に入られた。ガールフレンド役も新人で、実際にインド伝統舞踏の学校に通う生徒である。撮影は2011年1月より台中市、墾丁国家公園、インドで開始された。2012年9月、リーは国際色豊かなキャストにするという理由からトビー・マグワイアの出演箇所をカットした。マグワイアが演じたヤン・マーテルはレイフ・スポールに代わり、再撮影が行われた。

### ロケ地
主に台湾とインドで撮影された。
- 台湾・台北市の動物園
- 海洋でのシーンは台中市の古い飛行場に、各種の波を再現できる装置を備えた超大型（長さ70m、幅30m、深さ4m）の撮影用タンクを設置して撮影し、CGで空や水の動きを合成した。
- 台湾・屏東県墾丁国家公園。同県はアンの故郷でもあり、公園内に手つかずのベンガルボダイジュ林が残されていることを聞き付け、撮影に採用。
- インド・ポンディシェリ（ポンディシェリ連邦直轄領）。元フランス領で、美しい教会が数多くあることで知られている。撮影されたのは主人公が通う学校のシーンである。
- カナダ・ケベック州モントリオール

### CG
- CG制作は、アメリカのリズム&ヒューズ・スタジオ（R&H）が行なった。同社が手掛けたナルニア国物語を見て、リー監督が発注したもの。ナルニアのライオンよりリアルにしたいという依頼に、アーティスティックな仕事ができることにR&H社は喜び、調査研究と体制作りに一年かけたのち、制作に入った。

- 劇中に登場するベンガルトラは86%ほどがCGで作られており、人物や動物と同時に映らない、演技を要求されないシーン限定で本物のトラを用いて撮影を行った[16]。
- 下記に述べられる通り興行が成功し、アカデミー賞にもノミネートされた品質の高さにもかかわらず、リズム&ヒューズは本作のオスカー受賞直前に倒産。受賞が決まった翌月に本作の制作費の6分の1に満たない金額で売却され、事業縮小と経営母体の変更を経て現在に至る。

## 公開
北米では2012年11月21日に3Dと2Dの両方で公開。元々は2012年12月14日を予定していたが、『ホビット 思いがけない冒険』が同日であったために1ヶ月前倒しされた。

### 興行収入
北米で11月21日水曜日に公開され、25日日曜日までの5日間で3057万ドル、23日～25日の週末3日間で2245万ドルの興行収入を記録し、初登場は5位であった。その後も4週連続で5位をキープするなど、順調に収益を伸ばし続け、最終的に1億2489万ドルの興行収入を記録。
日本での公開は2013年1月25日金曜日。26日～27日の週末2日間で、動員21万9536人、興収3億2979万5700円を記録。最終的には19億円を超えるヒットとなった。
北米、日本以外の全世界でも同様に大ヒットを記録し、トータル興行成績は6億892万ドルを記録している。

### 評価
- レビュー集約サイトのRotten Tomatoesでは映画批評家223人中88%に当たる196人が肯定的評価を付け、平均点は8.0/10となった[22]。

- 第85回アカデミー賞にて『リンカーン』の12部門に次いで多い11部門にノミネート[23]。そして全ノミネート作品の中で最多となる4部門（監督賞、作曲賞、撮影賞、視覚効果賞）を受賞する[24]。

- 米ローリング・ストーン誌「2012年のベスト映画11」 第7位[25]。
- アメリカ映画協会「2012年の映画トップ10」選出（順不同）[26]。
- 米タイム誌「2012年の映画トップ10」 第3位[27]。
- 2012年AFIアワードベスト10選出[28]。

## ソフト化
日本では、20世紀フォックス・ホーム・エンターテイメント・ジャパンよりBlu-ray Disc (BD) およびDVDが発売されている。
- ライフ・オブ・パイ／トラと漂流した227日 ブルーレイ&DVD （2枚組〈BD + DVD〉、2013年6月5日発売 FXXF-52617）

Disc 1. ライフ・オブ・パイ／トラと漂流した227日（2D版 BD）
Disc 2. ライフ・オブ・パイ／トラと漂流した227日（DVD）
- ライフ・オブ・パイ／トラと漂流した227日 コレクターズ・エディション 特製ブックレット付き（4枚組〈2枚組BD + 2枚組DVD〉、2013年6月5日発売 FXXK-52617）

Disc 1. ライフ・オブ・パイ／トラと漂流した227日（3D版 BD）
Disc 2. ライフ・オブ・パイ／トラと漂流した227日（2D版 BD）
Disc 3. ライフ・オブ・パイ／トラと漂流した227日（DVD）
Disc 4. ライフ・オブ・パイ／トラと漂流した227日 特典ディスク（DVD）
- ライフ・オブ・パイ／トラと漂流した227日 （DVD、2013年6月5日発売 FXBA-52617）

Disc 1. ライフ・オブ・パイ／トラと漂流した227日（DVD）
- ライフ・オブ・パイ／トラと漂流した227日 （BD、2013年11月22日 FXXJC-52617）

Disc 1. ライフ・オブ・パイ／トラと漂流した227日（2D版 BD）
- ライフ・オブ・パイ／トラと漂流した227日 3D・2Dブルーレイセット （2枚組BD、2013年11月22日発売 FXXKA-52617）

Disc 1. ライフ・オブ・パイ／トラと漂流した227日（3D版 BD）
Disc 2. ライフ・オブ・パイ／トラと漂流した227日（2D版 BD）
- ライフ・オブ・パイ／トラと漂流した227日 （DVD低価格版、2013年11月22日 FXBNG-52617）

Disc 1. ライフ・オブ・パイ／トラと漂流した227日（DVD）